# Сетевой элемент
Сетевой элемент — управляемый логический объект, объединяющий одно или несколько физических устройств. Такой подход позволяет управлять распределенными устройствами с помощью одной системы управления как единым целым .
В соответствии с Законом о телекоммуникациях 1996 года (США), термин «сетевой элемент» означает объект или оборудование, используемое при предоставлении телекоммуникационных услуг. Такой термин также включает в себя технические характеристики, функции и мощности, которые предоставляются с помощью таких объектов или оборудования, в том числе абонентских номеров, баз данных, систем сигнализации, и информации, достаточной для выставления счетов и сбора платежей.
Или используется при передаче, маршрутизации или при обеспечении иных телекоммуникационных услуг.

## Предпосылки
С развитием распределенных сетей, управление сетью стало надоедать административному персоналу. Трудно управлять каждым устройством в отдельности, даже если они одного и того же производителя. Возможность неправильной настройки и накладные расходы конфигурирования были довольно высокими. Процесс подготовки к работе основных услуг требует совместной настройки множества устройств.
Кроме того, было трудно хранить все сетевые устройства и соединения в простом списке. Структурирование сети явилось естественным решением.

## Примеры сетевых элементов
С структурированием и группировкой очень хорошо видно, что в любой распределенной сети есть устройства, выполняющие одну сложную функцию. При этом, эти устройства могут находиться в различных местах.
АТС является наиболее типичным примером такой распределенной группы устройств. Обычно она содержит абонентские, магистральные линии, коммутационную матрицу, процессор и удаленные концентраторы.
Основные телефонные услуги опираются на все эти элементы, так что инженеру удобно управлять АТС как единым комплексом, охватывающим все объекты этих элементов.
Другой хороший пример сетевого элемента — компьютерный кластер. Кластер может занимать много места и может не поместиться в одном центре обработки данных. Для корпоративных решений принято размещать узлы кластера в различных местах, даже в разных районах (населенных пунктах).

## Система управления сетями операторов электросвязи
Идея сетевого элемента как распределенного объекта широко используется в модели TMN, которая в свою очередь, используется в качестве стандарта для разработки систем управления элементами сети.